# St. Franziskus (Neuendettelsau)

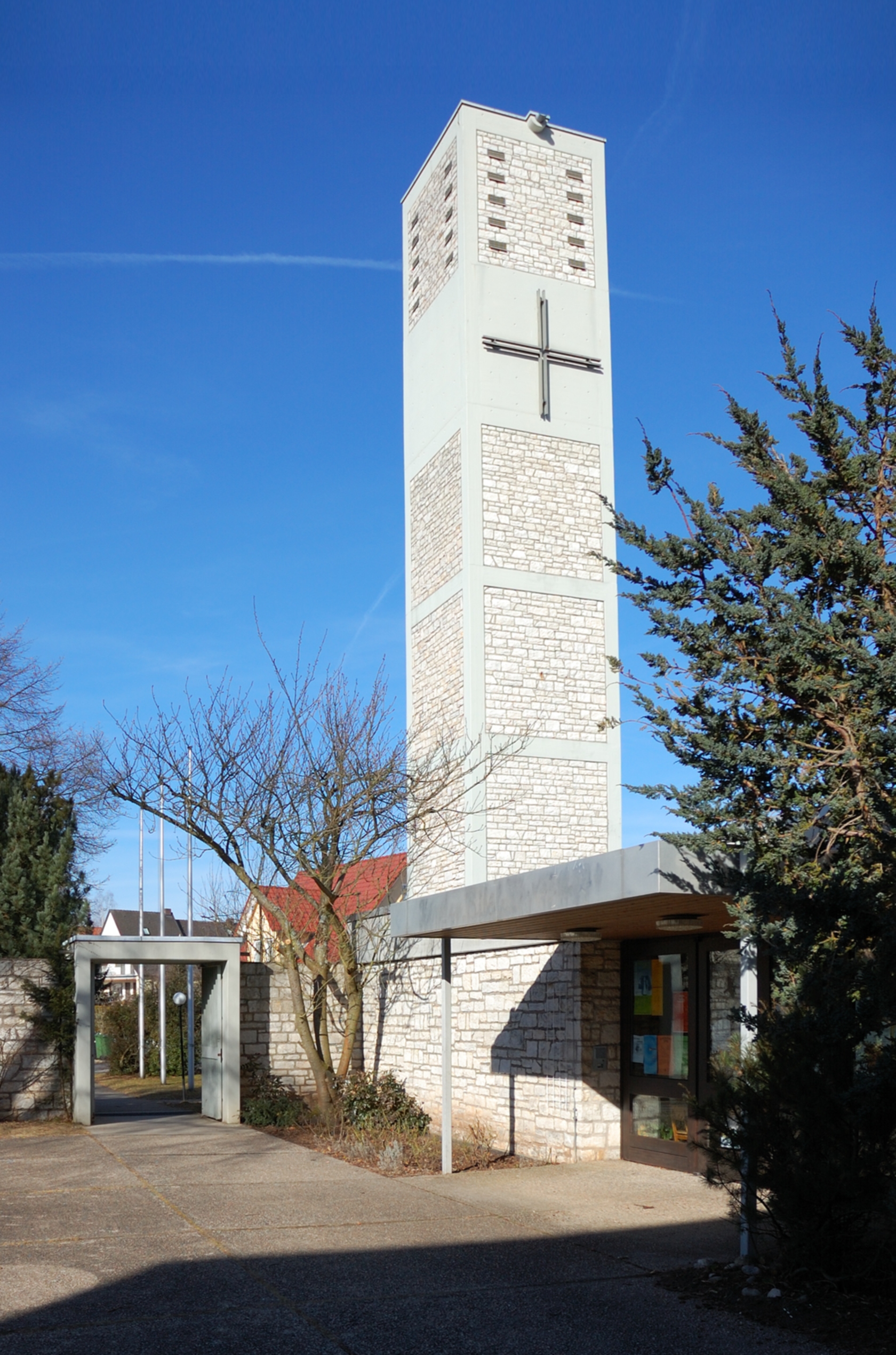
St. Franziskus

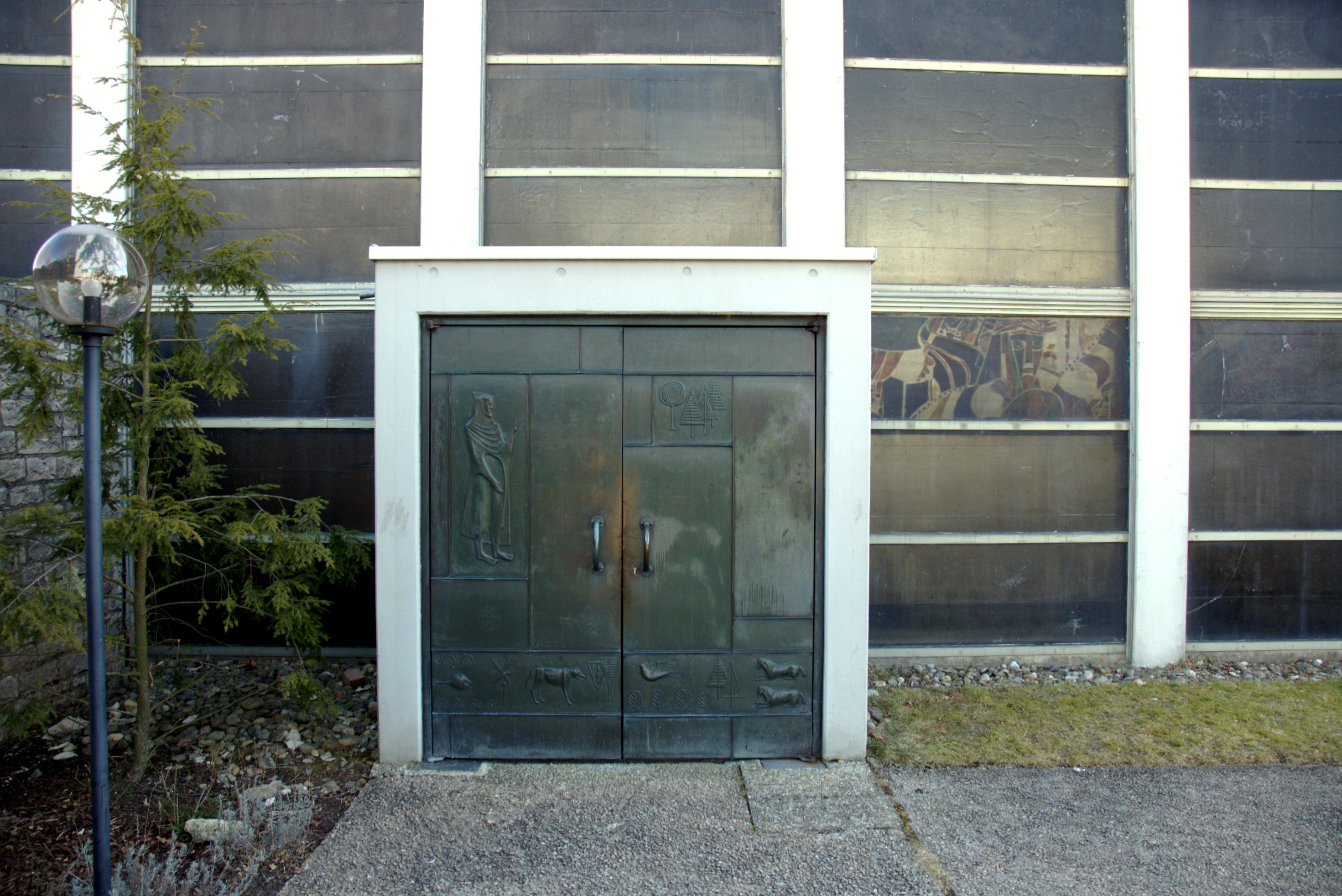
Portal an der Westseite

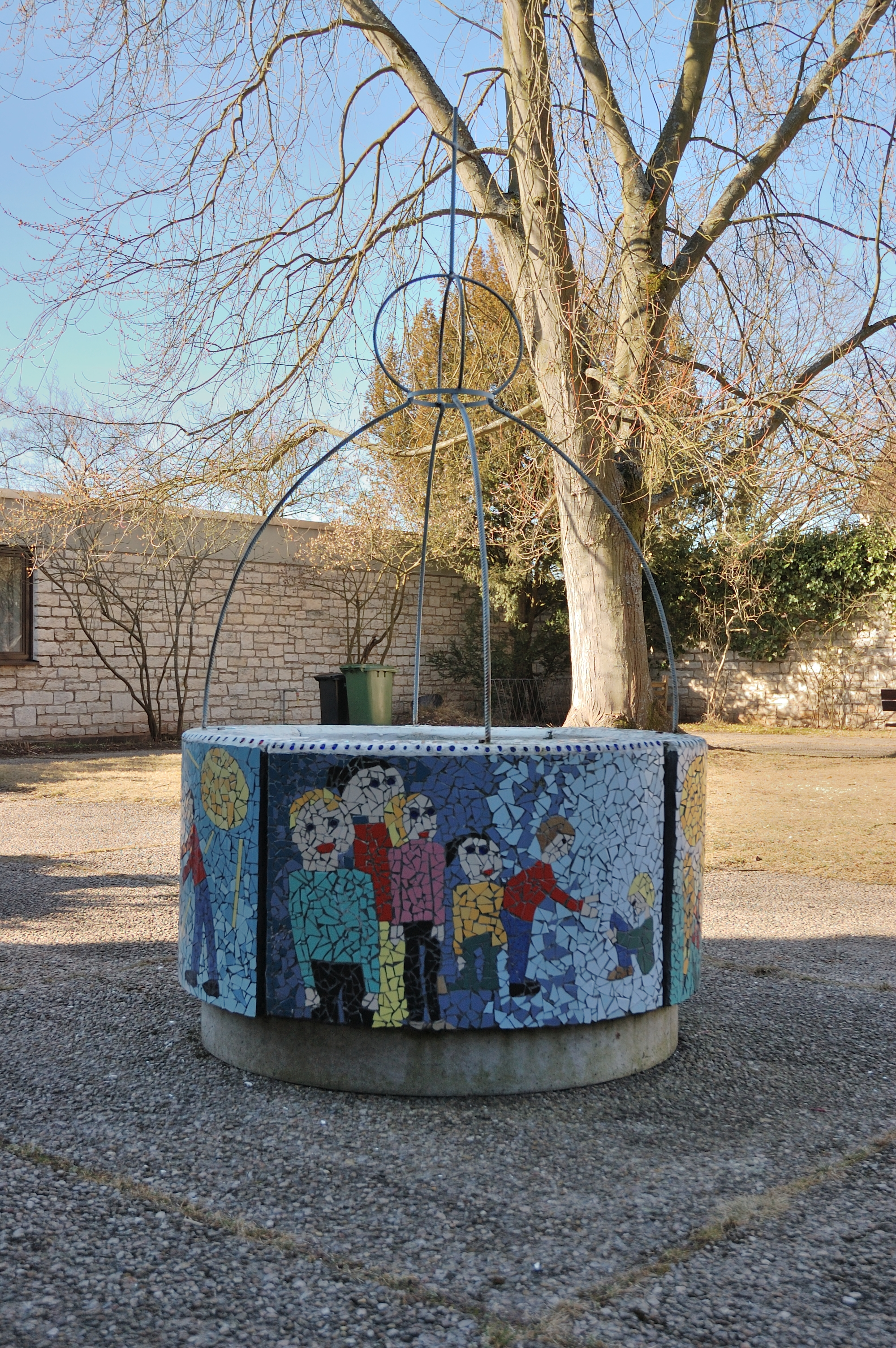
Osterbrunnen im Innenhof

St. Franziskus ist eine nach dem Heiligen Franziskus benannte Kirche der römisch-katholischen Kirchengemeinde Neuendettelsau-Petersaurach (Dekanat Herrieden im Bistum Eichstätt).

## Kirchengemeinde
1528 hielt die Reformation in Neuendettelsau Einzug. Seitdem gab es in Neuendettelsau nur noch vereinzelt Katholiken. Diese waren nach St. Vitus (Veitsaurach) gepfarrt. Erst nach dem Zweiten Weltkrieg wuchs die Zahl der Katholiken durch Heimatvertriebene allein in Neuendettelsau auf 1000 an. Neuendettelsau-Petersaurach wurde zur Kuratie von Unsere Liebe Frau (Heilsbronn), die vom Priester Johann Stiel versorgt wurde. Zunächst feierten die Katholiken die Gottesdienste in der Christophoruskapelle der Diakonissenanstalt. 1955 konnte ein Grundstück bei der Flurstraße 20 erworben werden. Die darauf stehende Tapezierwerkstatt wurde in eine Kapelle umgebaut. In Wicklesgreuth gab es seit den 1950er Jahren eine Räumlichkeit, die bis 1978 als Notkirche genutzt wurde.
Eine Stiftung des Domkapitulars Klebl in Höhe von 100.000 DM und eine Spende von 100.000 DM der Familie Werhan ermöglichten den Kirchenbau in Neuendettelsau. Zu diesem Zweck wurde im Oktober 1959 ein Grundstück an der Nelkenstraße erworben. 1961/62 wurden Kirche und Pfarrhaus nach den Plänen des Nürnberger Architekten Ferdinand Reubel von der ortsansässigen Baufirma Högner errichtet. Am 7. Oktober 1962 konsekrierte der damaligen Eichstätter Bischof Joseph Schröffer die Kirche.
Seit dem 25. Januar 1976 ist St. Franziskus eine eigenständige Pfarrgemeinde im Bistum Eichstätt. Zu dem Sprengel gehörten folgende Orte: Altendettelsau, Froschmühle, Geichsenhof, Geichsenmühle, Gleizendorf, Gütlershof, Haag, Jakobsruh, Johannishof, Langenheim, Langenloh, Mühlhof, Neuendettelsau, Petersaurach, Reuth, Steinhof, Steinmühle, Wernsbach, Wicklesgreuth und Ziegendorf.
1977 wurde auf Initiative von Gerhard Reller eine Gedenktafel für die Gefallenen und Toten der Vertriebenen des Zweiten Weltkriegs gefertigt und links vom Eingang der Kirche angebracht. 1978 wurde vereinbart, dass die evangelische Friedenskirche (Wicklesgreuth) auch von St. Franziskus genutzt werden kann. 1980/81 wurde zwischen Kirchturm und Kirchengebäude ein Gemeindezentrum errichtet. Dadurch musste die Gedenktafel an ihren heutigen Platz, die westliche Kirchhofmauer auf der Seite des Innenhofs, verlagert werden.
Am 1. Januar 1992 wurden die übrigen Orte der politischen Gemeinden Neuendettelsau und Petersaurach von Unserer Lieben Frau nach St. Franziskus umgepfarrt. Seit 2004 gehört St. Franziskus zu dem neu geschaffenen Pfarreiverband Heilsbronn. Seit September 2006 übernimmt der Pfarrer von St. Franziskus die administrativen Aufgaben der Pfarrei St. Johannes (Lichtenau) mit St. Josef (Sachsen bei Ansbach).  St. Franziskus hat ca. 1800 Gemeindeglieder, das sind ca. 14 % der Einwohner.

## Kirchengebäude
Die Kirche, das Gemeindehaus und das Pfarrhaus umschließen einen rechteckigen Innenhof. Der Baustil ist schlicht, Stahlbeton und Glas sind die dominierenden Baumaterialien.
Der Saalbau hat einen quadratischen Grundriss und eine flache Decke. Die West- und Ostseite hat eine Glasfassade. In diese sind auf Sichthöhe die vierzehn Stationen des Kreuzweges des Künstlers Max Wendl als abstraktes Glasmosaik eingelassen. Die Türflügel aus Kupfer des Kirchenportals an der Westseite als Vorbau zeigen als Relief den heiligen Franz mit Tieren und Pflanzen. Westlich abgesetzt steht ein fünfgeschossiger Turm. Seit 1965 hängen dort vier von der Glockengießerei Schilling gegossene Glocken:
- a1-Glocke (650 kg, ⌀ 96 cm) mit Bildnis von Christus und der Inschrift „Christus, König der Herrlichkeit, komm mit deinem Frieden“;
- h1-Glocke (420 kg, ⌀ 86 cm) mit Bildnis von Franziskus und der Inschrift „Das ist mein Gebet, dass ihr einander liebet“;
- d2-Glocke (250 kg, ⌀ 71 cm) mit Bildnis vom heiligen Nikolaus und der Inschrift „Das alle eins seien“;
- e2-Glocke (170 kg, ⌀ 63 cm) mit Bildnis von heiligen Engeln und der Inschrift „Friede auf Erden allen Menschen“.

Der Saal hat eine Kassettendecke. An der Wand hängt ein Kruzifix mit dem dornengekrönten Christus als abstrahierte Figur. Eine Orgelempore ist an der Nordseite eingezogen. Der 1963 angeschaffte Taufstein steht im Westen im Eingangsbereich. Im Altarbereich an der Südseite steht mittig eine Steinmensa, rechts davon das Tabernakel, links der 1963 gegossene Ambo. An der Wand hinter dem Ambo zeigt ein großes Gemälde den Engelsturz.

## Pfarrer
- 1946–1975 Johann Stiel
- 1975–1988 Willibald Götz
- 1988–2002 Franz Kurzendorfer
- 2002–2012 Stephan Müller
- 2012–2013 Matthäus Ottenwälder
- 2013–2024 Wolfgang Hörl
- 2024–0000 Jens Fleckenstein